# Gia đình Jackson
Gia đình Jackson là một gia đình ca sĩ người Mỹ đến từ Gary, bang Indiana. Với tư cách là những ca sĩ, chín người con trong gia đình của Joseph và Katherine Esther Jackson đều thành công trong dòng nhạc đại chúng từ khoảng cuối những năm 1960 trở đi. Ban nhạc gia đình Jackson 5 gồm có sáu anh em trai là Jackie, Tito, Jermaine, Marlon, Michael và Randy; trong khi các ca sĩ còn lại là ba chị em gái Rebbie, La Toya, và Janet. Sự nghiệp đơn ca thành công của Michael và Janet khiến cho nhà Jackson được gọi là "Gia đình nhạc pop quyền lực".
Năm 1997, nhóm Jackson 5 được vinh danh ở Đại sảnh Danh vọng Rock and Roll. Ngôi sao trên đại lộ danh vọng Hollywood cho cả ban nhạc, riêng Michael và Janet lần lượt được trao tặng vào các năm 1980, 1984 và 1990.